# Heinrich Uukkivi
Heinrich Uukkivi (* 27. Apriljul. / 10. Mai 1912greg. in Hungerburg, Gouvernement Estland; † 12. April 1943 in der Region Krasnojarsk, Sowjetunion) war ein estnischer Fußball- und Eishockeyspieler.

## Karriere
Heinrich Uukkivi wurde 1912 in Hungerburg im äußersten Nordosten des Gouvernements Estland geboren. Ab dem Jahr 1919 hieß die Stadt Narva-Jõesuu.
Von dort kam er 1928 in die estnische Hauptstadt Tallinn, um für den dortigen Tallinna JK Fußball zu spielen. Anfang der 1930er studierte Uukkivi an der Technischen Universität von Tallinn. Von 1932 bis 1940 spielte der Mittelstürmer bei JS Estonia Tallinn, mit dem er fünfmal infolge die Estnische Meisterschaft gewinnen konnte.
Im Juli 1931 debütierte Uukkivi in der Estnischen Nationalmannschaft gegen Schweden. Einen Monat später nahm dieser mit der Auswahl Estlands am Baltic Cup 1931 teil. Im Wettbewerb kam dieser in dem ersten von zwei Länderspielen gegen Litauen zum Einsatz. Dort stand er zugleich in der Startelf musste nach 46. Spielminuten allerdings gegen Arnold Pihlak ausgewechselt werden. Nach zwei Siegen im Turnier konnte Uukkivi erstmals den Baltischen Pokal gewinnen; dies gelang auch ein weiteres Mal bei der Austragung 1938.
Uukkivi nahm des Weiteren an der Qualifikation zur Weltmeisterschaft 1934 teil, sowie an der Qualifikation für die 3. Weltmeisterschaft 1938. Für Estland kam Heinrich Uukkivi auf insgesamt 46 Einsätze, bei denen er 7 Tore erzielte.

## Privatleben
Uukkivi arbeitete im Privatleben bei der estnischen Eisenbahn, dann von 1936 bis 1940 bei der staatlichen estnischen Druckerei Riigi Trükikoda.

## Tod
Heinrich Uukkivi wurde während des Zweiten Weltkrieges in die Rote Armee eingezogen und kämpfte für die Sowjetunion. Er wurde vom Feind gefangen genommen und dafür von den sowjetischen Behörden zu 10 Jahren Haft verurteilt. Uukkivi starb im Alter von 30 Jahren in einem sibirischen Gefangenenlager in der Region Krasnojarsk.

## Erfolge
- Estnischer Meister: 1934, 1935, 1936, 1937/38, 1938/39
- Baltic Cup: 1931, 1938